# Tina Wunderlich
Pour les articles homonymes, voir Wunderlich.
Tina Wunderlich est une footballeuse allemande née le 10 octobre 1977 à Schwarzenau. Elle évolue au poste de défenseur au 1.FFC Francfort de 1994 à 2010 et possède 34 sélections (0 but) en équipe d'Allemagne. 
Avec l'Allemagne Tina a été sacrée championne d'Europe en 1995 et en 2001.
Sa sœur aînée Pia est elle aussi footballeuse.

## Carrière
- 1991-1994 : TSV Battenberg  Allemagne
- 1994-2010 : FFC Francfort  Allemagne

## Palmarès
- Finaliste de la Coupe du monde féminine 1995 avec l'Allemagne
- Vainqueur du Championnat d'Europe 1995 avec l'Allemagne
- Vainqueur du Championnat d'Europe 2001 avec l'Allemagne
- Médaille de Bronze aux Jeux olympiques de Sydney en 2000
- Vainqueur de la Coupe UEFA féminine en 2002, 2006 et 2008 avec le 1.FFC Francfort
- Championne d'Allemagne en 1999, 2001, 2002, 2003, 2005, 2007 et 2008 avec le 1.FFC Francfort
- Vainqueur de la Coupe d'Allemagne féminine en 1999, 2000, 2001, 2002, 2003, 2007 et 2008 avec le 1.FFC Francfort